# Metafora
Metafora (grč. meta — promena, pherein — nositi; grč. μεταφορά — prenos) je skraćeno poređenje. Po njoj se ostvaruje prenos značenja tako da se istakne jedna zajednička osobina iz jednog područja života i sveta koja se poveže s drugim područjem.

## Metafora u poeziji
- Ivan Gundulić, „Suze sina razmetnoga”

Ah, sad imam pamet hitru,

Sve je, što svijet gleda i dvori,

Na ognju vosak, dim na vitru,

Snijeg na suncu, san o zori,

Trenuće oka, strila iz luka,

Kijem potegne snažna ruka.

- Tin Ujević, „Svetkovina ruža”

Ruže su munje misli, one su u srce strijela,

ruže bogate, besplatne, u bašti na ivici druma.

O ruže su kâd nebeski, one su oko vidjela,

i muzika prirode s mirisom jezovitih šuma.

- Vilijem Šekspir, „Kako vam je drago”

Cijeli je svijet pozornica

i svi su muškarci i žene tek glumci:

imaju svoje izlaske i ulaske

## Metafora u govoru
Neke su metafore postale fraze koje više i ne primjećujemo. Ako se neka metafora često upotrebljava, govornici prestaju da je gledaju kao metaforu:
španska sela (nešto nerazumljivo) — nerazumljivost stranog (španskog) jezika nekom govorniku
jagodica (prsta) — deminutiv od imenice jagoda
jabučica (Adamova) — deminutiv od imenice jabuka
ogranak (poduzeća) — manja grana koja se odvaja od veće grane
umoran — od glagola umoriti, ubiti

Metaforički frazemi su česti i u svakodnevnom, kolokvijalnom govoru. 
mačji kašalj, Potemkinova sela, mirna Bosna
Ili u oznakama karakternih osobina:
On je lisac. Njihov je predsednik pravi lav.